# Liste des députés de l'Aude

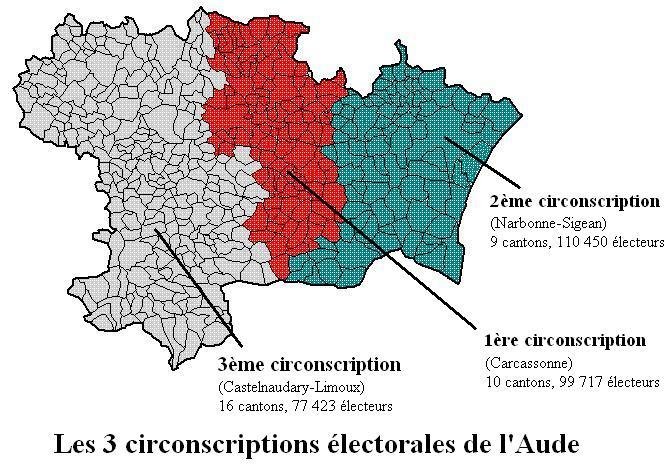
Les 3 circonscriptions de l'Aude

 (mai 2025).
Les députés actuels actuels de l'Aude sont 3 membres du Rassemblement national : Christophe Barthès, Frédéric Falcon et Julien Rancoule.
L'Aude compte 3 circonscriptions : 

## Cinquième République

### Dix-septième Législature (2024- )
Les députés élus le 7 juillet 2024 sont : 
| Circonscription           | Député             | Parti | Parti                  | Suppléant                 | Autre mandat                    |
| ------------------------- | ------------------ | ----- | ---------------------- | ------------------------- | ------------------------------- |
| Première circonscription  | Christophe Barthès |       | Rassemblement national | Edouard Jordan            | Conseiller régional d'Occitanie |
| Deuxième circonscription  | Frédéric Falcon    |       | Rassemblement national | Laure-Emmanuelle Philippe |                                 |
| Troisième circonscription | Julien Rancoule    |       | Rassemblement national | Maxime Bot                | Conseiller municipal de Limoux  |

### Seizième Législature (2022-2024)
Les députés élus le 19 juin 2022 sont :
| Circonscription           | Député             | Parti | Parti                  | Suppléant                 | Autre mandat                    |
| ------------------------- | ------------------ | ----- | ---------------------- | ------------------------- | ------------------------------- |
| Première circonscription  | Christophe Barthès |       | Rassemblement national | Edgar Montagné            | Conseiller régional d'Occitanie |
| Deuxième circonscription  | Frédéric Falcon    |       | Rassemblement national | Laure-Emmanuelle Philippe |                                 |
| Troisième circonscription | Julien Rancoule    |       | Rassemblement national | Geneviève Salvisberg      | Conseiller municipal de Limoux  |

### Quinzième Législature (2017-2022)
Les députés élus le 18 juin 2017 sont :
| Circonscription           | Député          | Parti | Parti                     | Suppléant         | Autre mandat                      |
| ------------------------- | --------------- | ----- | ------------------------- | ----------------- | --------------------------------- |
| Première circonscription  | Danièle Hérin   |       | La République en marche ! | Michel El Ouimani | Adjointe au maire de Carcassonne  |
| Deuxième circonscription  | Alain Péréa     |       | La République en marche ! | Marie-Lou Lajus   | Maire de Villedaigne              |
| Troisième circonscription | Mireille Robert |       | La République en marche ! | Georges Dhers     | Conseillère municipale de Pieusse |

### Quatorzième Législature (2012-2017)
Les députés élus le 17 juin 2012 sont :
| Circonscription           | Député             | Parti | Parti | Suppléant         | Autre mandat                       |
| ------------------------- | ------------------ | ----- | ----- | ----------------- | ---------------------------------- |
| Première circonscription  | Jean-Claude Perez  |       | PS    | Tamara Rivel      | Maire de Carcassonne               |
| Deuxième circonscription  | Marie-Hélène Fabre |       | PS    | Bernard Tailhadès | Conseillère municipale de Narbonne |
| Troisième circonscription | Jean-Paul Dupré    |       | PS    | Hélène Giral      | Maire de Limoux                    |

### Treizième Législature (2007-2012)
Les députés élus le 17 juin 2007 sont :
| Circonscription           | Député            | Parti | Parti | Suppléant          | Autre mandat                            |
| ------------------------- | ----------------- | ----- | ----- | ------------------ | --------------------------------------- |
| Première circonscription  | Jean-Claude Perez |       | PS    | Tamara Rivel       | Maire de Carcassonne (à partir de 2009) |
| Deuxième circonscription  | Jacques Bascou    |       | PS    | Marie-Hélène Fabre | Maire de Narbonne (à partir de 2008)    |
| Troisième circonscription | Jean-Paul Dupré   |       | PS    | Hélène Giral       | Maire de Limoux                         |

### Douzième Législature (2002-2007)
| Circonscription           | Député            | Parti | Parti | Suppléant          | Autre mandat                         |
| ------------------------- | ----------------- | ----- | ----- | ------------------ | ------------------------------------ |
| Première circonscription  | Jean-Claude Perez |       | PS    | Tamara Rivel       | Conseiller municipale de Carcassonne |
| Deuxième circonscription  | Jacques Bascou    |       | PS    | Marie-Hélène Fabre | Conseiller municipal de Narbonne     |
| Troisième circonscription | Jean-Paul Dupré   |       | PS    | Hélène Giral       | Maire de Limoux                      |

### Onzième Législature (1997-2002)
| Circonscription           | Député            | Parti | Parti | Suppléant       | Autre mandat                                            |
| ------------------------- | ----------------- | ----- | ----- | --------------- | ------------------------------------------------------- |
| Première circonscription  | Jean-Claude Perez |       | PS    | Tamara Rivel    |                                                         |
| Deuxième circonscription  | Jacques Bascou    |       | PS    | Régis Barailla  |                                                         |
| Troisième circonscription | Jean-Paul Dupré   |       | PS    | Gérard Rouvière | Conseiller général du Canton de Limoux, Maire de Limoux |

### Dixième Législature (1993-1997)
| Circonscription           | Député        | Parti | Parti | Suppléant            | Autre mandat                                          |
| ------------------------- | ------------- | ----- | ----- | -------------------- | ----------------------------------------------------- |
| Première circonscription  | Gérard Larrat |       | UDF   | Pierre Destrem       |                                                       |
| Deuxième circonscription  | Alain Madalle |       | RPR   | Catherine Giacomotto | Conseiller régional, 1er adjoint au maire de Narbonne |
| Troisième circonscription | Daniel Arata  |       | RPR   | Guy Aurifeuille      | Conseiller général du Canton de Castelnaudary-Sud     |

### Neuvième Législature (1988-1993)
| Circonscription           | Député            | Parti | Parti | Suppléant      | Autre mandat                                            |
| ------------------------- | ----------------- | ----- | ----- | -------------- | ------------------------------------------------------- |
| Première circonscription  | Joseph Vidal      |       | PS    | Marcel Rainaud | Conseiller général du Canton de Montréal                |
| Deuxième circonscription  | Régis Barailla    |       | PS    | Andrée Mazaury | Maire de Durban-Corbières                               |
| Troisième circonscription | Jacques Cambolive |       | PS    | Robert Badoc   | Conseiller général du Canton de Fanjeaux, Maire de Bram |

### Huitième Législature (1986-1988)
Scrutin proportionnel plurinominal par département
| Liste   | Député               | Parti | Parti | Suppléant        | Autre mandat |
| ------- | -------------------- | ----- | ----- | ---------------- | --- |
| PS      | Régis Barailla       |       | PS    | pas de suppléant | Maire de Durban-Corbières |
| PS      | Jacques Cambolive    |       | PS    | pas de suppléant | Conseiller général du Canton de Fanjeaux, Maire de Bram                                                                                         |
| RPR-UDF | Jean-Pierre Cassabel |       | RPR   | pas de suppléant | Conseiller général du Canton de Castelnaudary-Sud Maire de Castelnaudary Remplacé par Gérard Larrat le 30 octobre 1987 à la suite de son décès. |

### Septième Législature (1981-1986)
| Circonscription           | Député            | Parti | Parti | Suppléant      | Autre mandat                                                           |
| ------------------------- | ----------------- | ----- | ----- | -------------- | ---------------------------------------------------------------------- |
| Première circonscription  | Joseph Vidal      |       | PS    | Antoine Azeau  | Conseiller général du Canton de Montréal                               |
| Deuxième circonscription  | Pierre Guidoni    |       | PS    | Régis Barailla | Remplacé par Régis Barailla le 28 juillet 1983 pour mission prolongée. |
| Troisième circonscription | Jacques Cambolive |       | PS    | Robert Badoc   | Conseiller général du Canton de Fanjeaux, Maire de Bram                |

### Sixième Législature (1978-1981)
| Circonscription           | Député            | Parti | Parti | Suppléant      | Autre mandat                                            |
| ------------------------- | ----------------- | ----- | ----- | -------------- | ------------------------------------------------------- |
| Première circonscription  | Joseph Vidal      |       | PS    | Antoine Azeau  | Conseiller général du Canton de Montréal                |
| Deuxième circonscription  | Pierre Guidoni    |       | PS    | Régis Barailla |                                                         |
| Troisième circonscription | Jacques Cambolive |       | PS    | Louis Costes   | Conseiller général du Canton de Fanjeaux, Maire de Bram |

### Cinquième Législature (1973-1978)
| Circonscription           | Député                           | Parti | Parti | Suppléant         | Autre mandat                                                           |
| ------------------------- | -------------------------------- | ----- | ----- | ----------------- | ---------------------------------------------------------------------- |
| Première circonscription  | Antoine Gayraud                  |       | PS    | Raymond Courriere | Maire de Carcassonne Conseiller général du Canton de Carcassonne-Ouest |
| Deuxième circonscription  | Francis Vals* puis Jean Antagnac |       | PS    | Jean Antagnac     | Président du Conseil régional de Languedoc-Roussillon                  |
| Troisième circonscription | Robert Capdeville                |       | PS    | Jacques Cambolive | Président du Conseil général de l'Aude (Canton de Couiza)              |

- Décédé le 26 juin 1974.

### Quatrième Législature (1968-1973)
| Circonscription           | Député               | Parti | Parti | Suppléant       | Autre mandat                                                                                                   |
| ------------------------- | -------------------- | ----- | ----- | --------------- | --- |
| Première circonscription  | Georges Guille       |       | SFIO  | Charles Sarrato | Président du Conseil général de l'Aude (Canton de Capendu)                                                     |
| Deuxième circonscription  | Francis Vals         |       | SFIO  | Georges Arcis   | |
| Troisième circonscription | Jean-Pierre Cassabel |       | UDR   | André Lacube    | Maire de Castelnaudary (à partir de 1971) Conseiller général du Canton de Castelnaudary-Sud (à partir de 1970) |

### Troisième Législature (1967-1968)
| Circonscription           | Député         | Parti | Parti | Suppléant       | Autre mandat                                               |
| ------------------------- | -------------- | ----- | ----- | --------------- | ---------------------------------------------------------- |
| Première circonscription  | Georges Guille |       | SFIO  | Gilbert Calvet  | Président du Conseil général de l'Aude (Canton de Capendu) |
| Deuxième circonscription  | Francis Vals   |       | SFIO  | Georges Arcis   | Maire de Narbonne                                          |
| Troisième circonscription | Lucien Milhau  |       | SFIO  | Pierre Roueylou |                                                            |

### Deuxième Législature (1962-1967)
| Circonscription           | Député        | Parti | Parti | Suppléant        | Autre mandat         |
| ------------------------- | ------------- | ----- | ----- | ---------------- | -------------------- |
| Première circonscription  | Jules Fil     |       | SFIO  | Joseph Miquel    | Maire de Carcassonne |
| Deuxième circonscription  | Francis Vals  |       | SFIO  | René Sirven      |                      |
| Troisième circonscription | Lucien Milhau |       | SFIO  | Georges Cazenove |                      |

### Première Législature (1958-1962)
| Circonscription           | Député                | Parti | Parti | Suppléant       | Autre mandat                                           |
| ------------------------- | --------------------- | ----- | ----- | --------------- | ------------------------------------------------------ |
| Première circonscription  | Louis Raymond-Clergue |       | MRP   | René Capdevila  |                                                        |
| Deuxième circonscription  | Francis Vals          |       | SFIO  | Marius Raynaud  |                                                        |
| Troisième circonscription | François Clamens      |       | PRRS  | Gaston Garouste | Maire de Limoux Conseiller général du Canton de Limoux |

## Quatrième République
- Joseph Cerny (1946 - 1947) (PCF)
- Gabriel Cudenet (1946 - 1948) (RGR)
- Alexis Fabre (1948 - 1955)
- Albert Gau (1946 - 1955)
- Georges Guille (1946 - 1958) (SFIO)
- Jean Llante (1947 - 1951) (PCF)
- Félix Roquefort (1956 - 1958) (PCF)
- Adrien Salvetat (1956 - 1958)
- Francis Vals (1951 - 1958) (SFIO)

## Gouvernement provisoire de la République française(GPRF)
- Joseph Cerny (1945 - 1946) (PCF)
- Gabriel Cudenet (1946 - 1948)
- Albert Gau (1945 - 1946)
- Georges Guille (1945 - 1946) (SFIO)
- Marius Lacroix (1945)

## Troisième République
- Henri Gout (1928-1940)

### Assemblée nationale (1871 - 1876)
- Fortuné Brousses, Union républicaine, décédé le 19 juin 1873, remplacé par Léon Bonnel, Extrême gauche, élu le 14 décembre 1873
- Léonce de Guiraud, Centre gauche, décédé le 28 juillet 1873, remplacé par Théophile Marcou, Union républicaine, élu le 14 décembre 1873
- Jules Marie Buisson, Centre droit
- Joseph-Charles-Maurice Mathieu de La Redorte, Centre droit
- Herman de Tréville, Extrême droite (Monarchiste)

### Ire législature (1876 - 1877)
- François Rougé
- Eugène Mir
- Léon Bonnel
- Théophile Marcou

### IIelégislature (1877 - 1881)
- Jean Detours invalidé, remplacé par François Rougé
- Charles de Lordat invalidé, remplacé par Eugène Mir
- Léon Bonnel décédé en 1880, remplacé par Osmin Labadié
- Théophile Marcou

### IIIelégislature (1881 - 1885)
- Joseph Malric démissionne en 1883, remplacé par Pierre Papinaud
- François Rougé
- Eugène Mir
- Théophile Marcou

### IVelégislature (1885 - 1889)
- Adolphe Turrel
- Pierre Papinaud démissionne en 1888, remplacé par Ernest Ferroul
- Émile Wickersheimer
- Jean Marty
- Ferdinand Théron

### Velégislature (1889 - 1893)
- Narbonne-2 : Adolphe Turrel, Républicain
- Narbonne-1 : Ernest Ferroul, Socialiste
- Limoux :Étienne Dujardin-Beaumetz, Républicain
- Castelnaudary : Eugène Mir, Républicain
- Carcassonne-1 : Jean Marty, Républicain
- Carcassonne-2 : Ferdinand Théron, Radical Socialiste

Source : journal Le Temps du 24 septembre et du 8 octobre 1889 sur Gallica,.

### VIelégislature (1893 - 1898)
- Narbonne-2 : Adolphe Turrel, Républicain
- Narbonne-1 : Henri-Pierre Rouzaud, Républicain
- Limoux : Étienne Dujardin-Beaumetz, Républicain
- Castelnaudary : Eugène Mir, Républicain, élu sénateur en 1894, remplacé par Antoine Marfan, Républicain progressiste
- Carcassonne : Jean Marty, Républicain

Source : journal Le Temps du 22 août et du 5 septembre 1893 sur Gallica,.

### VIIelégislature (1898 - 1902)
- Castelnaudary : Edmond Saba, Radical, décédé en 1899, remplacé par Jules Rivals, Républicain,  démissionne en 1901, remplacé par Antonin Senescail, Gauche démocratique
- Narbonne-2 : Adolphe Turrel, Républicain, invalidé en 1898, remplacé par Paul Narbonne, Socialiste
- Limoux : Étienne Dujardin-Beaumetz, Radical
- Narbonne-1 : Edmond Bartissol, Républicain, invalidé en 1898, remplacé par Ernest Ferroul, Socialiste
- Carcassonne : Ferdinand Théron, Radical Socialiste

Source : journal Le Temps du 10 mai et du 24 mai 1898 sur Gallica,.

### VIIIelégislature (1902 - 1906)
- Narbonne-2 : Albert Sarraut, Radical Socialiste
- Narbonne-1 : Émile Aldy, Socialiste
- Limoux : Étienne Dujardin-Beaumetz, Radical
- Carcassonne-1 : Jules Sauzède, Radical Socialiste
- Castelnaudary : Olivier de Laurens-Castelet, Libéral
- Carcassonne-2 : Ferdinand Théron, Radical Socialiste

Source : journal Le Temps du 29 avril et du 13 mai 1902 sur Gallica,.

### IXelégislature (1906 - 1910)
- Narbonne-2 : Albert Sarraut, Radical Socialiste
- Castelnaudary : Jean Durand, Radical Socialiste
- Narbonne-1 : Émile Aldy, Socialistes unifiés
- Limoux : Étienne Dujardin-Beaumetz, Radical
- Carcassonne-1 : Jules Sauzède, Radical Socialiste
- Carcassonne-2 : Ferdinand Théron, Radical Socialiste

Sources : Journal Le Temps du 6 et du 22 mai 1906 sur Gallica - ,.

### Xelégislature (1910 - 1914)
- Narbonne-2 : Albert Sarraut, Radical socialiste
- Castelnaudary : Jean Durand, Radical socialiste
- Carcassonne-2 : Léon Malavialle, Radical socialiste
- Narbonne-1 : Émile Aldy, Socialistes unifiés
- Limoux : Étienne Dujardin-Beaumetz, Gauche radicale, élu sénateur en 1912, remplacé par Jean Bonnail, Radical socialiste, élu le 17 mars 1912
- Carcassonne-1 : Jules Sauzède, Radical socialiste décédé le 12 décembre 1913, non remplacé

Sources : Journal Le Temps du 24 avril et du 8 mai 1910 sur Gallica - ,.

### XIelégislature (1914 - 1919)
- Narbonne-2 : Albert Sarraut, Radical socialiste
- Castelnaudary : Jean Durand, Radical socialiste
- Carcassonne : Léon Malavialle, Radical socialiste
- Narbonne-1 : Émile Aldy, SFIO
- Limoux : Jean Bonnail, Radical socialiste

Sources : Journal Le Temps du 28 avril et du 12 mai 1914 sur Gallica - ,.

### XIIelégislature (1919 - 1924)
Les élections législatives de 1919 furent organisées au scrutin proportionnel de liste. Elles marquèrent au niveau national la victoire du "Bloc national" de centre-droit.
Liste de la fédération républicaine d'union économique démocratique et sociale
- Jean Durand, Parti radical et radical-socialiste, élu sénateur en 1921, non remplacé
- Albert Sarraut, Parti radical et radical-socialiste
- François Milhet, Parti radical et radical-socialiste
- Léon Castel, Parti radical et radical-socialiste

Liste d'union républicaine et de défense nationale des mutilés et combattants de l'Aude
- Pierre Constans, Gauche républicaine démocratique, maire de Limoux

Source : Barodet sur le site de l'Assemblée Nationale - https://bibnum.sciencespo.fr/s/catalogue/ark:/46513/sc16m2kz#?c=&m=&s=&cv=

### XIIIelégislature (1924 - 1928)
Les élections législatives de 1924 furent organisées au scrutin proportionnel de liste. Elles marquèrent au niveau national national la victoire du "Cartel des gauches".
Liste républicaine radicale-socialiste
- Léon Castel, Parti radical et radical-socialiste
- François Milhet, Parti radical et radical-socialiste

Liste républicaine socialiste SFIO
- Yvan Pélissier, conseiller général, maire de Cuxac-d'Aude, SFIO

Liste d'Union républicaine et sociale
- Pierre Constans, Républicains de gauche

Source : Barodet sur le site de l'Assemblée Nationale - https://bibnum.sciencespo.fr/s/catalogue/ark:/46513/sc16m1m0#?c=&m=&s=&cv=

### XIVelégislature (1928 - 1932)
Les élections législatives furent au scrutin d'arrondissement majoritaire à deux tours de 1928 à 1936.
- Castelnaudary : Jean Mistler, Radical-socialiste
- Narbonne-1 : Yvan Pélissier, SFIO, décédé le 19 février 1929, remplacé par Léon Blum, SFIO, élu le 14 avril 1929
- Carcassonne : Henri Gout, Radical-socialiste
- Narbonne-2 : Léon Castel, Radical-socialiste
- Limoux : Pierre Sire, Radical-socialiste

Source : Élections législatives 22-29 avril 1928 de Georges Lachapelle - https://gallica.bnf.fr/ark:/12148/bpt6k320439r.texteImage#

### XVelégislature (1932 - 1936)
- Castelnaudary : Jean Mistler, Radical-socialiste
- Limoux : Jean Bousgarbiès, Radical-socialiste
- Carcassonne : Henri Gout, Radical-socialiste
- Narbonne-1 : Léon Blum, SFIO
- Narbonne-2 : Léon Castel, Radical-socialiste

### XVIelégislature (1936 - 1940)
- Castelnaudary : Jean Mistler, Radical-socialiste
- Limoux : Jean Bousgarbiès, Radical-socialiste
- Carcassonne : Henri Gout, Radical-socialiste
- Narbonne-1 : Léon Blum, SFIO
- Narbonne-2 : Léon Castel, Radical-socialiste

## Second Empire

### Irelégislature(1852-1857)
- Paul-Auguste Roques-Salvaza
- Louis André Alengry

### IIelégislature(1857-1863)
- Louis André Alengry décédé en 1860, remplacé par François Dabeaux
- Paul-Auguste Roques-Salvaza

### IIIelégislature(1863-1869)
- François Dabeaux décédé en 1864, remplacé par Eugène Peyrusse
- Paul-Auguste Roques-Salvaza

### IVelégislature(1869-1870)
- Isaac Pereire invalidé en 1870, remplacé par Léonce de Guiraud
- Eugène Peyrusse
- Antoine Birotteau

## IIeRépublique
Élections au suffrage universel masculin à partir de 1848

### Assemblée nationale constituante (1848-1849)
- Jean Joseph Raynal
- Pierre Hercule Joly
- Armand Barbès
- Jean-Jacques Anduze-Faris
- Jean-François Solier
- Bernard Sarrans
- Lucien Trinchan

### Assemblée nationale législative (1849-1851)
- Louis Dupuy de Belvèze
- Joseph Léo Dupré
- Eugène Jouy d'Arnaud
- Joseph-Charles-Maurice Mathieu de La Redorte
- Alphonse Henri d'Hautpoul
- Louis André Alengry

## Chambre des députés (Monarchie de Juillet)

### IreLégislature(1830-1831)
- Alphonse Henri d'Hautpoul
- Joseph-Paulin Madier de Montjau
- Joseph de Podenas
- Paul Jean Antoine Bosc

### IIeLégislature(1831-1834)
- Jean-Louis Brousses décédé en 1832, remplacé par Louis Auguste de Peyre
- Jacques-Alphonse Mahul
- René Joseph Teisseire
- Joseph de Podenas
- Jean-Pierre Rouger de Villasavary

### IIIeLégislature(1834-1837)
- Joseph-Charles-Maurice Mathieu de La Redorte
- Louis Auguste de Peyre
- René Joseph Teisseire
- Alphonse Henri d'Hautpoul
- François Dominique Victor Espéronnier
- Jean-Pierre Rouger de Villasavary

### IVeLégislature(1837-1839)
- Benjamin Barthélémy Dejean
- Joseph-Charles-Maurice Mathieu de La Redorte
- Louis Auguste de Peyre
- René Joseph Teisseire
- François Dominique Victor Espéronnier

### VeLégislature(1839-1842)
- Benjamin Barthélémy Dejean
- Joseph-Charles-Maurice Mathieu de La Redorte nommé pair en 1841, remplacé par Joseph Fargues
- Louis Auguste de Peyre
- Antoine Ressigeac
- François Dominique Victor Espéronnier

### VIeLégislature(1842-1846)
- Benjamin Barthélémy Dejean
- Louis Auguste de Peyre
- Antoine Ressigeac
- François Dominique Victor Espéronnier
- Joseph Fargues

### VIIeLégislature(17/08/1846-24/02/1848)
- Benjamin Barthélémy Dejean
- Louis Auguste de Peyre
- Jacques-Alphonse Mahul
- Antoine Ressigeac
- François Dominique Victor Espéronnier

## Chambre des députés des départements (2eRestauration)

### Irelégislature(1815–1816)
- Louis Jacques Barthe-Labastide
- Jean Louis Félicité de Bruyères-Chalabre
- Bernard Roux de Puivert

### IIelégislature(1816-1823)
- Jean Antoine Martin Rodière
- Jean-Antoine d'Auberjon
- Louis Jacques Barthe-Labastide
- Jean Louis Félicité de Bruyères-Chalabre
- Jean-Baptiste Astoin

### IIIelégislature(1824-1827)
- Charles de Fournas-Moussoulens
- Jean-Antoine d'Auberjon
- Louis Jacques Barthe-Labastide
- Jean Louis Félicité de Bruyères-Chalabre

### IVelégislature(1828-1830)
- Charles de Fournas-Moussoulens
- François Sernin
- Joseph de Podenas
- Charles Laperrine d'Hautpoul
- Paul Jean Antoine Bosc
- Antoine François Andréossy

### Velégislature(23 juin 1830-28 juillet 1830)
- Alphonse Henri d'Hautpoul
- Joseph-Paulin Madier de Montjau
- Joseph de Podenas
- Paul Jean Antoine Bosc

## Chambre des représentants (Cent-Jours)
- Gabriel Malric
- Étienne Pierre Debosque
- Michel Paul Noël Jouffard
- Antoine Viguier
- Raymond Rivals-Gincla
- Jean Pierre Pouget

## Chambre des députés des départements (1reRestauration)
- Hugues Martin-Saint-Jean
- Bernard Vidal-Contant

## Corps législatif(1800-1814)
- Jean Pierre Émile Dupré de Saint-Maure
- Hugues Martin-Saint-Jean
- Pierre Béranger de Nattes
- Bernard Vidal-Contant
- Jean-François Méric

## Conseil des Cinq-Cents(1795-1799)
- Dominique-Vincent Ramel-Nogaret
- Jean-François Cassagnau de Saint-Gervais
- Jean-François Méric
- Jean-Claude Fabre de l'Aude
- André Salaman
- Jean-Laurent-Germain Tournier
- François Antoine Morin
- Jacques Périès
- Ambroise Montpellier

## Convention nationale(1792-1795)
- Dominique-Vincent Ramel-Nogaret
- Pierre François Bonnet
- Antoine Marie Girard
- Michel Azéma
- Jean-Laurent-Germain Tournier
- François Antoine Morin
- Jean-Baptiste Marragon
- Jacques Périès

## Assemblée législative (1791-1792)
- Hugues Destrem
- Michel Azéma
- François Solomiac
- Guillaume Causse
- Gabriel Jacques Fabre
- Raymond Ribes
- Joseph Belot de La Digne
- Isidore Lassalle

## États générauxpuisAssemblée constituante de 1789

### Sénéchaussée de Carcassonne
Sénéchaussée principale sans secondaire. (8 députés)
- Clergé.
  - 1. François de Pierre de Bernis, archevêque de Damas, coadjuteur de l'archevêque d'Albi.
  - 2. Philippe Samary, curé de Saint-Nazaire de Carcassonne.
- Noblesse.
  - 3. Louis Jean Pierre Marie Gilbert de Montcalm-Gozon, maréchal de camp, chevalier de Saint-Louis.
  - 4. Gabriel d'Upac de Badens, ancien officier au régiment d'infanterie du roi.
- Tiers état.
  - 5. Dominique-Vincent Ramel-Nogaret, avocat du roi en la sénéchaussée et siège présidial de Carcassonne, son procureur en la maréchaussée et juridiction prévôtale de ladite ville, son capitaine-viguier, juge royal de Montoulieu.
  - 6. Joseph Dupré (1742-1823) négociant fabricant, demeurant à Carcassonne.
  - 7. François Antoine Morin, avocat en parlement, député de la communauté de Saint-Nazaire.
  - 8. Clément-François Bénazet, bourgeois de Saissac.

#### Suppléants. (1)
- Noblesse.
  - 1. Henri Pascal de Rochegude, capitaine des vaisseaux du roi, demeurant à Albi.